# Monique Jacot
Pour les articles homonymes, voir Jacot.
Monique Jacot (née le 19 août 1934 à Neuchâtel et morte le 6 août 2024 ) est une photographe et reporter-photographe indépendante suisse, connue notamment pour son travail sur la condition féminine en Suisse.  

## Biographie

### Origine et famille
Monique Jacot naît le 19 août 1934 à Neuchâtel. Elle est originaire de Donatyre, dans le canton de Vaud. Son père, Willy Jacot, est chef de vente ; sa mère est née Irène Moschini.
Elle épouse Yvan Dalain, photographe puis réalisateur à la Télévision suisse romande. Ils ont deux enfants, Jean-Benoît Lévy, devenu graphiste à San Francisco, et Stéphane-Clémence Lévy,, devenue peintre et scénographe. 
Elle rencontre en 1977 l'imprimeur d'art Jean Genoud, avec lequel elle reste en couple jusqu'à la mort de ce dernier en 2022. 

### Études et parcours professionnel
Après l'école publique pour jeunes filles, elle étudie à l'école des Arts et Métiers de Vevey de 1953 à 1956. Gertrude Fehr fait partie de ses professeurs,, et Jeanloup Sieff de ses camarades d'étude.
Elle est l’une des premières femmes photojournalistes. Elle voyage au Yémen à de nombreuses reprises au cours des années 1980, et réalise des reportages pour des revues consacrées à la photographie, dont Camera, et collabore au magazine féminin Elle pendant huit ans, puis comme photographe indépendante elle publie dans de nombreux magazines ou revues dont L'Illustré, Schweizer Illustrierte, Du, Réalités, Vogue. Elle travaille aussi pour l'Organisation mondiale de la santé à partir de 1959.
À partir de la fin des années 1980, Monique Jacot publie des ouvrages sur la condition féminine : Femmes de la terre en 1989, Printemps de femmes en 1994 et Cadences : l'usine au féminin en 1999,.
En 2000, elle obtient une résidence de 5 mois dans l’atelier d'artistes suisses de Shabramant, au Caire (Égypte), à l'occasion duquel elle photographie le delta du Nil.

### Publication et legs
En 2002, Monique Jacot publie l'ouvrage À jour rassemblant une quarantaine de travaux photographiques poétiques et expérimentaux qui se situent entre le reportage et le rêve.
En 2020, elle lègue 2 000 photos à trois associations de la région de Lavaux, dans le but de les rendre accessibles au public.

### Fin de vie et mort
Elle vivait à Épesses en Lavaux.
Elle meurt dans la matinée du 6 août 2024, à l'âge de 89 ans.

## Expositions
- En 2005, une rétrospective lui est consacrée par la Fondation suisse pour la photographie[16],[17].
- En 2020, le Musée Jenisch Vevey lui consacre une exposition intitulée Transferts et héliogrammes[18].
- En 2022, le musée cantonal pour la photographie de Lausanne, Photo Élysée, lui consacre une exposition intitulée Monique Jacot. La figure et ses doubles[19].

## Prix et distinctions
- 1974 : Prix fédéral des arts appliqués[10]
- 2005 : Grand prix de la photographie de la Fondation vaudoise pour la culture[20]
- 2020 : Grand Prix Design, attribué sur la recommandation de la Commission suisse du design[21],[22].

## Vidéogramme
- Monique Jacot, voix au chapitre[23], dialogue avec Vladimir Nabokov, Radio télévision suisse, 3 février 1975, 25 min.